# Dory Funk
Dorrance Wilhelm Funk (Hammond (Indiana), 4 mei 1919 – Amarillo (Texas), 3 juni 1973), beter bekend als Dory Funk, was een Amerikaans professionele worstelaar. Hij was de vader van de worstelaars Dory Funk Jr. en Terry Funk.

## Kampioenschappen en prestaties
- Championship Wrestling from Florida
  - NWA Florida Southern Tag Team Championship (1 keer met Jose Lothario)

- NWA All-Star Wrestling
  - NWA Pacific Coast Tag Team Championship (2 keer; 1x met Lou Thesz en 1x met Pancho Pico)

- NWA Western States Sports
  - NWA North American Heavyweight Championship (17 keer)
  - NWA North American Tag Team Championship (7 keer; 1x met Bob Geigel, 1x met Dick Hutton en 5x met Ricky Romero)
  - NWA Southwest Tag Team Championship (4 keer; 2 keer met Cowboy Carlos en 2 keer met Bob Geigel)
  - NWA Western States Heavyweight Championship (1 keer)
  - NWA World Junior Heavyweight Championship (1 keer)

- Wrestling Observer Newsletter awards
  - Wrestling Observer Newsletter Hall of Fame (Class of 1996)